# Torre del Colle (Bevagna)
Torre del Colle è una frazione del comune di Bevagna (PG).
Il paese si trova su una piccola collinetta, a 250 m s.l.m., a breve distanza dai primi contrafforti dei colli Martani, affacciata sulla valle del torrente Attone.
La frazione è abitata da 33 residenti, secondo i dati Istat 2001  Archiviato il 27 ottobre 2020 in Internet Archive..

## Storia
Nella zona sono state rinvenute tracce di un probabile pagus romano, caratterizzato da un acquedotto, iscrizioni funerarie ed i resti di un tempio dedicato a Latona (da questo potrebbe derivare il nome del torrente che scorre nella valle).
L'insediamento attuale nasce nel X secolo, dapprima con il nome di Castrum Turris Collis, poi Torre San Lorenzo, feudo degli Antignano, conti del castello omonimo, che era il centro dei loro possedimenti nel territorio di Bevagna, assieme a Cantalupo, Castelbuono, Limigiano e Gaglioli. Essi erano di parte ghibellina, e per questo furono importanti funzionari imperiali.
La contea raggiunse il massimo splendore nel XIII secolo, con estensione fino a Coccolone di Montefalco, Foligno, Cannara e Gualdo Cattaneo; alla morte di Federico II, nel 1250, il paese passò sotto Foligno.
Vi fu una pausa dopo la battaglia di Gaglioli, quando dapprima passò a Todi (1273) e poi a Perugia (1378). Tuttavia, nel 1392, Bonifacio IX nominò vicario Ugolino III Trinci, che riportò il castello ed altri possedimenti nelle mani di Foligno.
Nel 1395, una aspra battaglia scatenata dai todini e da Biordo Michelotti, permise a questi di riappropriarsi del castello, fino a quando, dopo la morte del condottiero, Ugolino III ne tornò in possesso per la Chiesa. Egli vi stanziò una guarnigione comandata dal capitano Manenti da Bevagna, che veniva reclutata nel territorio di sua giurisdizione.
Gli Statuti di Bevagna del 1500 assegnarono agli abitanti di Torre del Colle il diritto di piena cittadinanza; nel corso del XVII secolo venne chiamato con il nome attuale.

## Monumenti e luoghi d'interesse
- Il castello, di pianta rettangolare, è dotato di un bel torrione ed ha le mura in arenaria aperte da un arco a sesto acuto;
- le case interne sono di origine medievale, con finestre e facciate decorate;
- Chiesa di S. Lorenzo (XIV secolo) e relativo campanile;
- Eremo di S. Giovanni (1320), nelle vicinanze, fondato dal beato benedettino Ugolino (?-1350). Rimane la chiesa, mentre il monastero è stato trasformato in casa colonica;
- Santuario della Madonna della Valle (XIII secolo), a 5 km in direzione di Gualdo, in alto sui colli Martani (520 m s.l.m.). La costruzione odierna è stata ultimata nel 1934, il portico è stato ultimato nel 1938. Le date di fine lavori sono scolpite sui gradini dell'altare del Santuario. I lavori sono stati commissionati dal parroco Don Ercole Satolli[senza fonte] La costruzione fu eseguita quando si sparse la voce che la madonnina venerata fosse fautrice di miracoli: tuttora, molti fedeli si recano nei pressi del santuario, non più visitabile dopo gli eventi sismici del 1997.

## Galeria d'immagine

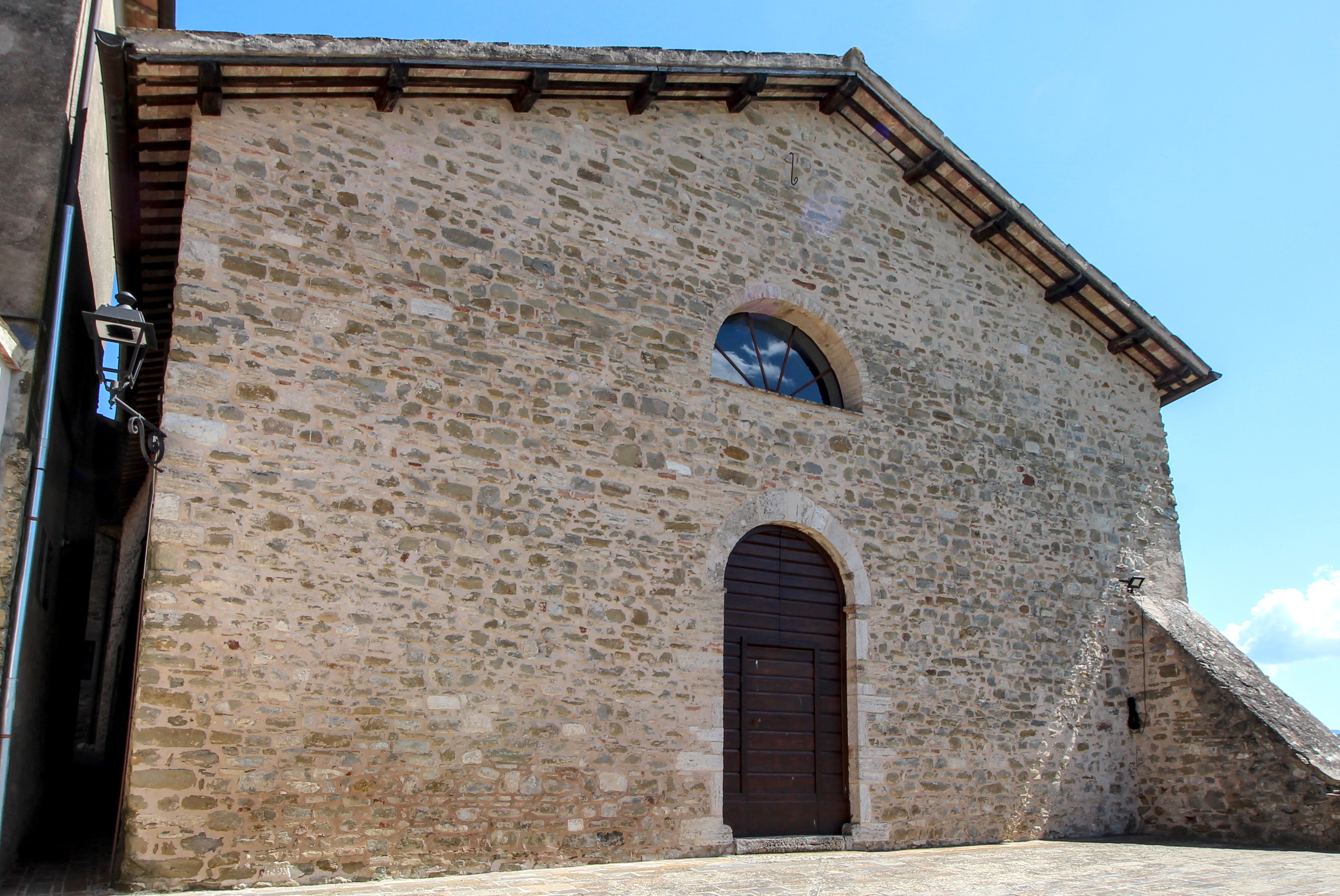
La chiesa di San Lorenzo
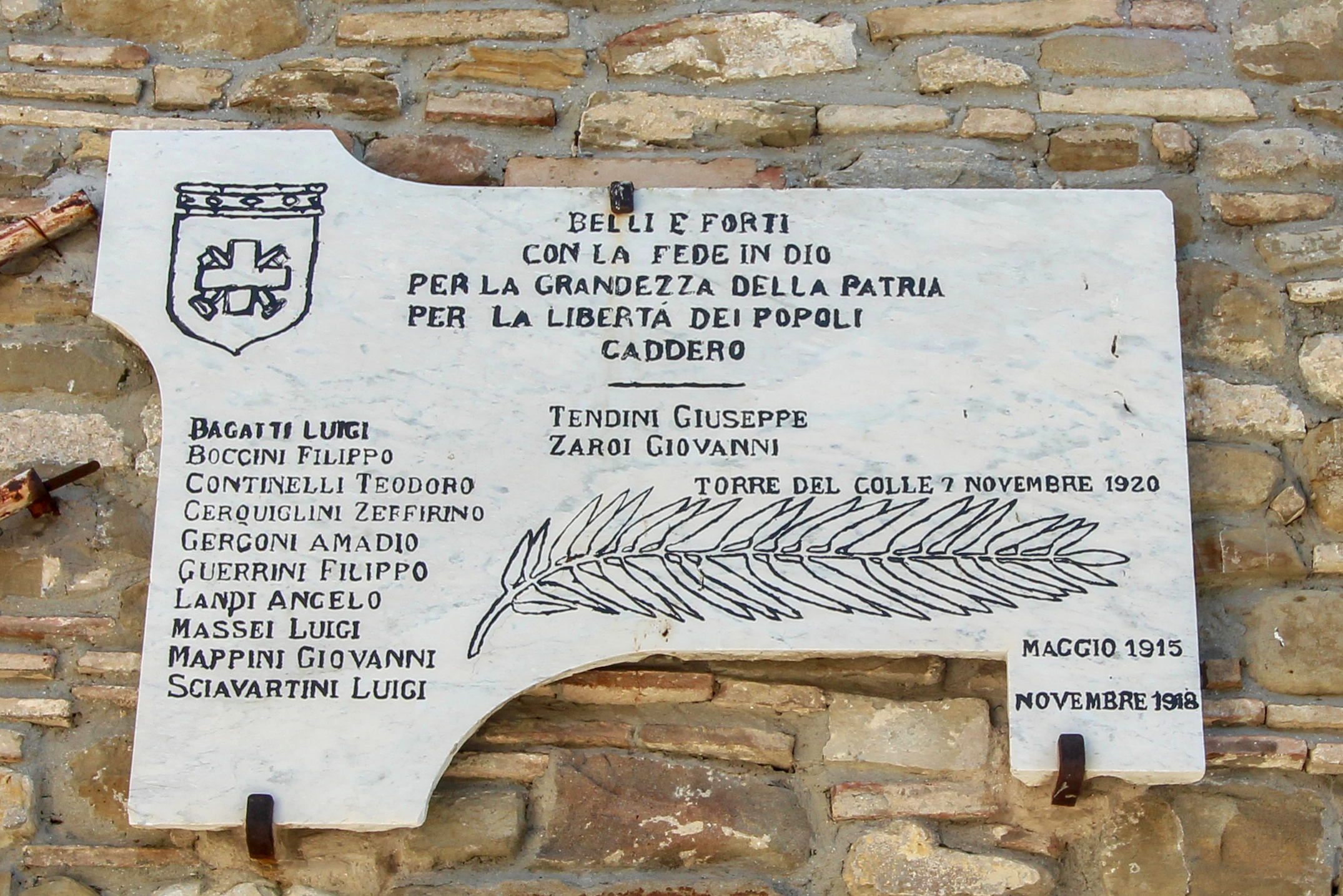
Lapide ai caduti di Torre del Colle
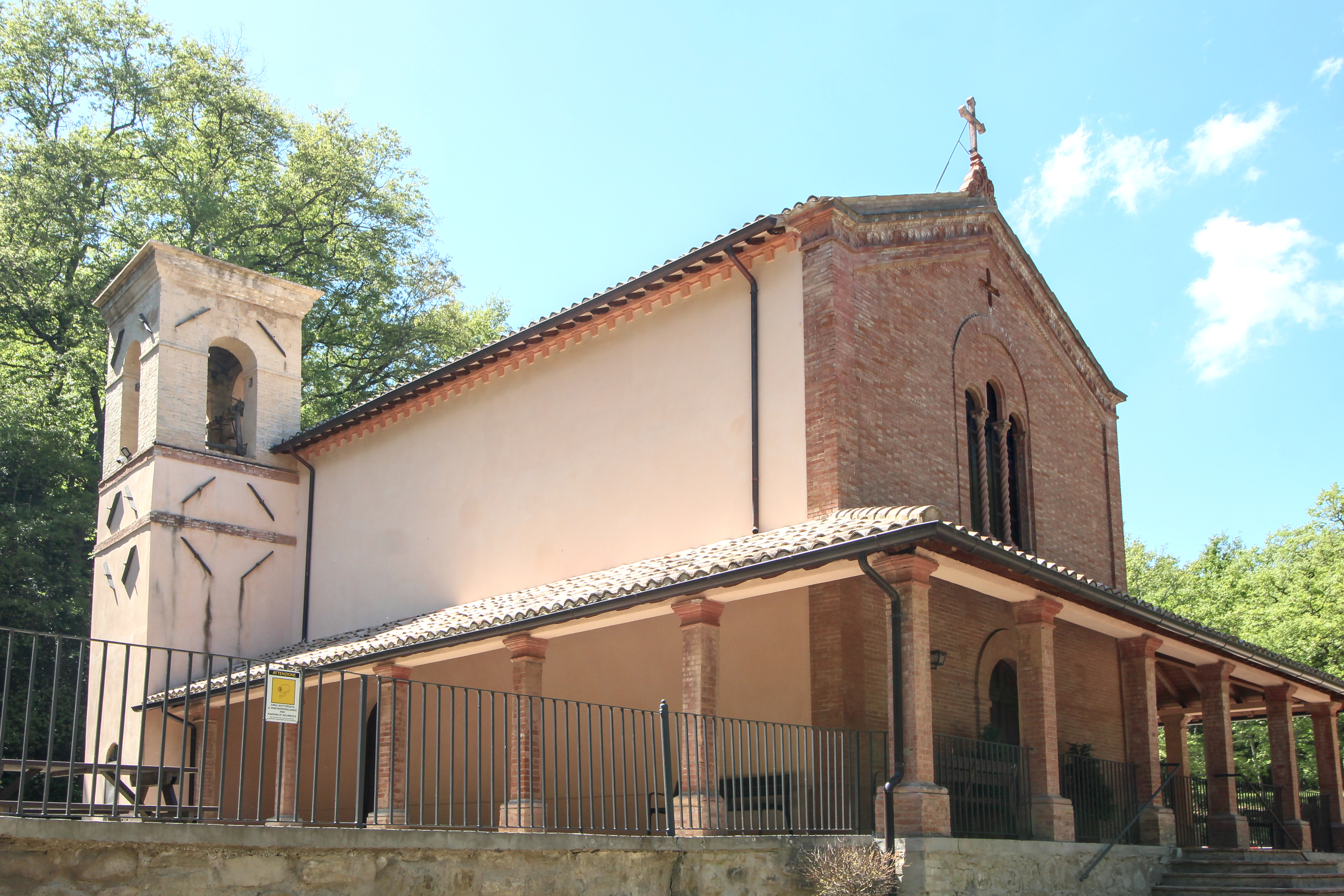
Il santuario della Madonna della Valle

## Economia e manifestazioni
Le attività legate all'agricoltura ed al turismo rivestono una buona importanza.
Durante le festività natalizie si rievoca il medioevo con un presepe vivente in costume.
Ogni anno vi si tiene la sagra denominata Ferie in allegria, dopo la metà di agosto.